# نجات عون صلیبا
نجات عون صلیبا (عربی: نجاة عون صلیبا؛ نجاة خطار عون) استاد شیمی تجزیه و یک شیمی‌دان جوی در دانشگاه آمریکایی بیروت (AUB) است. او از سال ۲۰۱۳ تا ۲۰۲۰ مدیر مرکز حفاظت از طبیعت دانشگاه AUB بود. صلیبا همچنین هم‌بنیان‌گذار و مدیر «خَضّت بیروت» (یک ابتکار راه‌اندازی‌شده پس از انفجار ۲۰۲۰ بیروت) و بنیان‌گذار و مدیر آکادمی محیط‌زیست (یک ابتکار شکل‌گرفته با حمایت سازمان جهانی بهداشت) است. او در سال ۲۰۱۹ به‌عنوان یکی از برندگان جایزه «زنان در علم» لورآل-یونسکو منصوب شد. در سال ۲۰۲۲، به مجلس لبنان راه یافت. وی همچنین برندهٔ جوایزی همچون ۱۰۰ زن شده است.

## زندگی اولیه و تحصیلات
صلیبا متولد سال ۱۹۶۶ است. او در یک مزرعه موز در منطقه دَموُر بزرگ شد، جایی که ارتباط نزدیک پدرش با طبیعت الهام‌بخش او شد. وقتی جنگ داخلی لبنان خانواده‌اش را مجبور به مهاجرت به شهر کرد، صلیبا به روش‌های کاهش آلودگی هوا علاقه‌مند شد. او در دانشگاه لبنان تحصیل کرد و در سال ۱۹۸۶ مدرک کارشناسی خود را دریافت کرد. سپس برای ادامه تحصیل به ایالات متحده رفت و در سال ۱۹۹۴ مدرک کارشناسی ارشد خود را از دانشگاه ایالتی کالیفرنیا در لانگ بیچ گرفت. او در سال ۱۹۹۹ تحصیلات دکترای خود را در دانشگاه کالیفرنیای جنوبی به پایان رساند. پایان‌نامه او دربارهٔ آلودگی آب و مطالعه کاتالیزور بود. سپس به‌عنوان پژوهشگر فوق‌دکترا در دانشگاه کالیفرنیا، ایرواین فعالیت کرد.

## پژوهش و حرفه
صلیبا پس از جنگ داخلی لبنان به کشور بازگشت و در سال ۲۰۰۱ به دانشگاه آمریکایی بیروت پیوست. او در سال ۲۰۰۲ به تأسیس مرکز حفاظت از طبیعت «بصار» برای آینده‌های پایدار کمک کرد، مرکزی که به حفاظت از تنوع زیستی لبنان می‌پرداخت. او مدتی مدیر این مرکز بود که اکنون به نام «مرکز حفاظت از طبیعت» شناخته می‌شود. صلیبا همچنین آزمایشگاه شیمی تجزیه و جوّی را بنیان‌گذاری کرد. در سال‌های ابتدایی حرفه‌اش برای تهیه مواد شیمیایی با مشکل مواجه بود، زیرا بیشتر شرکت‌های غربی حاضر به ارسال آن‌ها به لبنان نبودند، از ترس این که برای ساخت سلاح استفاده شوند.
پژوهش‌های او دربارهٔ آلاینده‌های محیطی در لبنان و خاورمیانه است. صلیبا به بررسی ترکیبات سمی و سرطان‌زای موجود در سیگارهای الکترونیکی و قلیان می‌پردازد. او اولین کسی بود که ترکیباتی نظیر فرمالدهید را در قلیان شناسایی کرد و نشان داد که سیگارهای الکترونیکی می‌توانند گاز منوکسید کربن تولید کنند. او عضو مرکز مطالعات محصولات دخانی در دانشگاه ویرجینیای کامن‌ولث است. صلیبا در پروژه‌ای با حمایت مؤسسه ملی سلامت ایالات متحده برای بررسی اثرات مصرف قلیان شرکت دارد. او بخشی از یک پروژه با بودجه ۲٫۸ میلیون دلاری برای توسعه مدل‌های رایانه‌ای جهت تحلیل سمیت دخانیات بود. همچنین در جلسات تخصصی کیفیت هوای سازمان جهانی بهداشت نیز مشارکت داشته است.
در یکی از کارهای خود، او نمونه‌های هوای مربوط به آتش‌سوزی‌های جنگلی در بیروت و لس‌آنجلس را مقایسه و تحلیل کرد و نتیجه‌گیری‌هایی دربارهٔ تفاوت‌ها و شباهت‌های این کشورها در زمینه آلودگی هوا ارائه داد.
او نخستین پایگاه داده آلاینده‌های جوی در لبنان را راه‌اندازی کرد. نگرانی او دربارهٔ سوزاندن زباله‌ها در فضای باز در لبنان موجب شد که مطالعاتی دربارهٔ افزایش مواد سرطان‌زا در هوا انجام دهد؛ او نشان داد که سوزاندن زباله‌ها می‌تواند مقدار این ترکیبات را تا ۲۳۰۰٪ افزایش دهد. او طیف وسیعی از سموم آزادشده هنگام سوزاندن زباله‌ها را شناسایی و غلظت آن‌ها را در بالای ساختمان چهار طبقه‌ای در بیروت اندازه‌گیری کرد. صلیبا ذرات معلق و هیدروکربن‌های آروماتیک چندحلقه‌ای و همچنین فلزاتی مانند سرب، کادمیوم، تیتانیوم و آرسنیک ناشی از سوزاندن فلزات را شناسایی کرد. او در تدوین «راهنمای مدیریت پسماند جامد شهری» دانشگاه AUB مشارکت داشته است. صلیبا همچنین پروتکل‌های بین‌المللی برای مطالعات شیمیایی مربوط به قلیان‌ها را تدوین کرده است.
او مواد و روش‌های نوآورانه‌ای برای مطالعه آلاینده‌های جوی توسعه داده است. در سال ۲۰۱۸، مرکز حفاظت از طبیعت دانشگاه آمریکایی بیروت به‌عنوان یکی از تأثیرگذارترین سازمان‌ها در جنبش باززایی (regeneration movement) توسط شرکت لش معرفی شد.